# Chrysobothris affinis affinis
Chrysobothris affinis affinis é uma subespécie de insetos coleópteros polífagos pertencente à família Buprestidae.
A autoridade científica da subespécie é Fabricius, tendo sido descrita no ano de 1794.
Trata-se de uma subespécie presente no território português.